# 胎児/SMELL
「胎児/SMELL」（たいじ/スメル）は、日本のミュージシャン櫻井敦司の2枚目のシングルである。2004年7月21日発売。発売元はビクターエンタテインメント。

## 概要
- アルバム『愛の惑星』直後に発売されたリカットシングル。
- 曲ごとに別のプロデューサーを迎えている。
- PV監督は島田大介。

## 収録曲
1. SMELL[5:22]
  - 作詞：櫻井敦司、作曲・編曲：岡村靖幸
2. 胎児 (embryo's theatre version)[5:23]
  - 作詞：櫻井敦司、作曲・編曲：佐藤タイジ
3. Fantasy (cubic orange mix)[4:05]
  - 作詞：櫻井敦司、作曲・編曲：CUBE JUICE
4. 雨音はショパンの調べ -I LIKE CHOPIN-[4:56]
  - 作詞・作曲：ガゼボ・PIERLUIGI GIOMBINI、訳詞：松任谷由実、編曲：藤井麻輝